# Travellers and Magicians
Travellers and Magicians (Dzongkha: ཆང་ཧུབ་ཐེངས་གཅིག་གི་འཁྲུལ་སྣང) is een Bhutanese film uit 2003, geschreven en geregisseerd door Khyentse Norbu. Het is de eerste film die geheel is opgenomen in Bhutan. Op Tsewang Dandup spellen bijna alleen uit niet-profssionele acteurs mee.
De film ging in première op het internationaal filmfestival van Toronto op 9 september 2003. Daarna is de film wereldwijd in de bioscopen vertoond, waaronder in Nederland en België.

## Verhaal
Een jonge overheidsofficial genaamd Dondup droomt ervan om ooit te ontsnappen naar de Verenigde Staten. Hij zit vast in een geïsoleerd dorpje. Uiteindelijk krijgt hij een visum, maar hij mist de enige bus naar Thimphu. Derhalve is hij gedwongen al liftend en lopend te reizen. Onderweg krijgt hij gezelschap van een oudere appelverkoper, een Boeddhistische monnik, een dronkaard, een rijstpapiermaker en diens dochter Sonan.
Om de tijd te doden vertelt de monnik een verhaal over Tashi, een rusteloze boerenjongen die net als Dondup ervan droomde om het leven in zijn dorp te ontvluchten. Hij verdwaalde echter en belandde bij een oude kluizenaar en diens mooie vrouw. Al snel belandde hij in een web van lust en jaloezie en uiteindelijk probeerde hij de kluizenaar te doden om zelf met diens vrouw te kunnen trouwen.
De monnik houdt Donup met zijn verhaal een spiegel voor en toont hem dat hij op het punt staat dezelfde fouten te gaan maken als Tashi. De film eindigt met Donup die eindelijk in Thimphu arriveert om zijn visum af te halen. De kijker blijft zitten met de vraag of Donup iets heeft geleerd van het verhaal en zijn reis naar Amerika op het laatste moment afzegt.

## Rolverdeling
| Acteur         | Personage |
| -------------- | --------- |
| Tsewang Dandup | Dondup    |
| Sonam Lhamo    | Sonam     |
| Lhakpa Dorji   | Tashi     |
| Deki Yangzom   | Deki      |
| Sonam Kinga    | The Monk  |
| Neten Chokling | bijrol    |

## Achtergrond
Net als bij zijn vorige film, de Cup, gebruikte Norbu geen professionele acteurs. Enige uitzondering is Dandup, een radio-acteur. Tijdens de audities zocht Norbu naar acteurs uit zo veel mogelijk verschillende lagen van de bevolking: soldaten, boeren, schoolkinderen en leden van de Bhutan Broadcasting Service.
Volgens de regisseur is het verhaal van Dendup geïnspireerd door Izu No Odoriko, een verhaal van Yasunari Kawabata. Het verhaal van Tashi is gebaseerd op een bekende Boeddhistische fabel over twee broers.
De film maakt gebruik van traditionele Buthanese folklore en verhaalvertellingen. De film hanteert het concept van een verhaal binnen een verhaal.

## Prijzen en nominaties
| jaar | prijs                                      | categorie                | genomineerde(n) | uitslag     |
| ---- | ------------------------------------------ | ------------------------ | --------------- | ----------- |
| 2003 | internationaal filmfestival van São Paulo  | International Jury Award | Khyentse Norbu  | genomineerd |
| 2004 | Asian American International Film Festival | Emerging Director Award  | Khyentse Norbu  | gewonnen    |
| 2004 | Deauville Asian Film Festival              | Audience Award           | Khyentse Norbu  | gewonnen    |